# Skultarpasjön
Skultarpasjön är en sjö i Eksjö kommun i Småland och ingår i Emåns huvudavrinningsområde. Sjön är 5,5 meter djup, har en yta på 0,0883 kvadratkilometer och befinner sig 242,4 meter över havet. Vid provfiske har abborre och mört fångats i sjön.

## Delavrinningsområde
Skultarpasjön ingår i det delavrinningsområde (638334-147108) som SMHI kallar för Mynnar i Stora Bellen. Medelhöjden är 238 meter över havet och ytan är 12,83 kvadratkilometer. Det finns inga delavrinningsområden uppströms utan avrinningsområdet är högsta punkten. Vattendraget som avvattnar avrinningsområdet har biflödesordning 3, vilket innebär att vattnet flödar genom totalt 3 vattendrag innan det når havet efter 149 kilometer. Delavrinningsområdet består mestadels av skog (86 %). Avrinningsområdet har 0,09 kvadratkilometer vattenytor vilket ger det en sjöprocent på 0,7 %.